# Bythotiara huntsmani
Bythotiara huntsmani is een hydroïdpoliep uit de familie Bythotiaridae. De poliep komt uit het geslacht Bythotiara. Bythotiara huntsmani werd in 1911 voor het eerst wetenschappelijk beschreven door Fraser. 